# Левски (връх в Антарктика)
Вижте пояснителната страница за други значения на Левски.
Левски (на английски: Levski Peak) е връх с надморска височина около 1430 м в западния край на хребета Левски в Тангра планина на о. Ливингстън в Антарктика.
Върхът е покрит с лед. Издига се над ледника Хюрън и негови притоци на север, и ледника Мейси на юг.

## Произход на името
Наименуван на Васил Левски (Васил Кунчев, 1837 – 1873), водач на българското освободително движение, и във връзка с град Левски в Северна България и селата Васил Левски и Левски в Североизточна и в Южна България. Дата на одобрение: 15 март 2002

## Местоположение
Върхът е разположен непосредствено източно от Шипченската седловина, 1,3 km източно от връх Лясковец, 3,78 km на юг-югоизток от Кузманова могила, 5,37 km южно от Атанасов нунатак, 3,32 km западно от Големия Иглен връх, 1,69 km западно от най-високата точка на рид Свети Иван Рилски и 3,46 km северно от връх Свети Наум.

## Картографиране
Българско топографско проучване 1995/1996 г. и от научната експедиция Тангра 2004/05. Картографиране: британско от 1968 г., аржентинско от 1980 г., от България през 2005 г. и 2009 г.

## Карти
- South Shetland Islands. Scale 1:200000 topographic map No. 3373. DOS 610 – W 62 58. Tolworth, UK, 1968.
- Islas Livingston y Decepción. Mapa topográfico a escala 1:100000. Madrid: Servicio Geográfico del Ejército, 1991.
- S. Soccol, D. Gildea and J. Bath. Livingston Island, Antarctica. Scale 1:100000 satellite map. The Omega Foundation, USA, 2004.
- L.L. Ivanov et al, Antarctica: Livingston Island, South Shetland Islands (from English Strait to Morton Strait, with illustrations and ice-cover distribution), 1:100000 scale topographic map, Antarctic Place-names Commission of Bulgaria, Sofia, 2005.
- Л. Иванов. Антарктика: Остров Ливингстън и острови Гринуич, Робърт, Сноу и Смит. Топографска карта в мащаб 1:120000. Троян: Фондация Манфред Вьорнер, 2009. ISBN 978-954-92032-4-0 (Допълнено второ издание 2010. ISBN 978-954-92032-8-8)
- Л. Иванов. Карта на остров Ливингстън. В: Иванов, Л. и Н. Иванова. Антарктика: Природа, история, усвояване, географски имена и българско участие. София: Фондация Манфред Вьорнер, 2014. с. 18 – 19. ISBN 978-619-90008-1-6
- Antarctic Digital Database (ADD). Scale 1:250000 topographic map of Antarctica. Scientific Committee on Antarctic Research (SCAR). Since 1993, regularly upgraded and updated.
- А. Камбуров и Л. Иванов. Хребет Боулс и централна Тангра планина: Остров Ливингстън, Антарктика. Карта в мащаб 1:25000 map. София: Фондация Манфред Вьорнер, 2023. ISBN 978-619-90008-8-5